# Верховный суд Грузии
Верховный суд Грузии (груз. საქართველოს უზენაესი სასამართლო) — высший и окончательный суд Грузии. Создан в 2005 году как кассационная инстанция. Расположен в Тбилиси, столице Грузии, в здании, спроектированном Александром Шимкевичем и построенном в 1894 году.
Верховный суд наблюдает за отправлением правосудия в общих судах. Его деятельность должна руководствоваться принципами законности, коллективности, гласности, равенства сторон и состязательности, а также несменяемости, неприкосновенности и независимости судей.
Верховный суд Грузии рассматривает жалобы на решения Апелляционных судов. Он поддерживает введение единого толкования закона и установление единой судебной практики.
Путём обоснованного разъяснения и сопоставления правовых норм и установления судебной практики Кассационный суд призван обеспечить быстрое и упорядоченное функционирование судебной системы.

## Структура, выборы и назначения

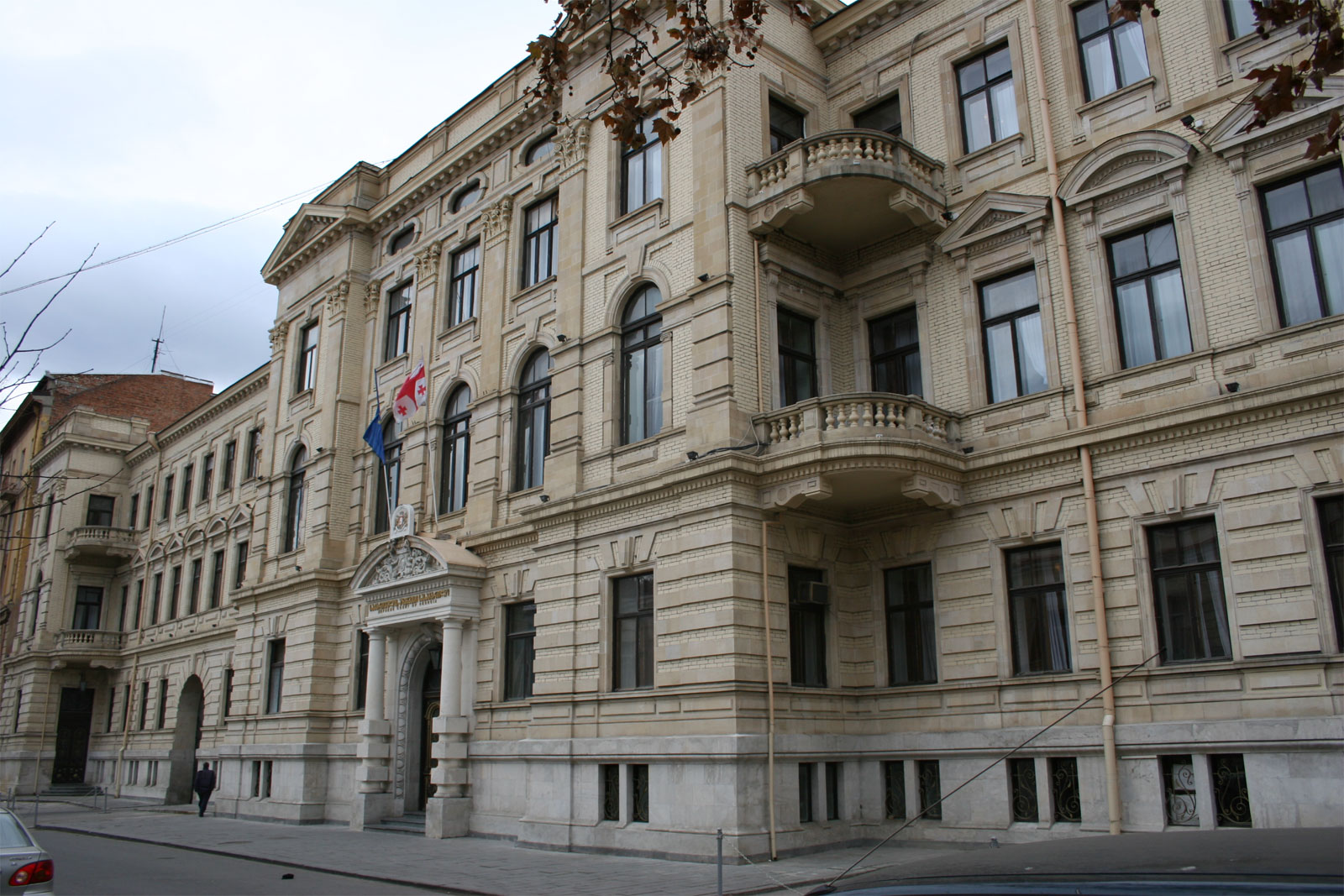
Дворец правосудия, здание Верховного суда в Тбилиси.

Верховный суд состоит не менее чем из 28 судей. Судьи Суда избираются на пожизненный срок большинством Парламента из номинального списка, представленного Высшим советом юстиции. Председатель Верховного суда также избирается Парламентом по представлению Высшего совета юстиции сроком на 10 лет. Лицо, которое уже занимало эту должность, не может быть переизбрано.
Судья неприкосновенен. Уголовное преследование судьи, его арест или задержание, а также обыск их места жительства, работы, транспортного средства или человека разрешается только с согласия Высшего совета юстиции, если судья не задержан на месте преступления. Если Высший совет юстиции не даст согласия на задержание, задержанный судья должен быть немедленно освобождён.
Верховный суд состоит из нескольких структурных единиц:
- Судебная палата по гражданским делам
- Судебная палата по административным делам
- Судебная палата по уголовным делам
- Большая палата
- Пленум
- Дисциплинарная палата
- Квалификационная палата[3].

## Обязанности палат
Палата Верховного суда рассматривает кассационные жалобы на постановления апелляционных судов, определенных процессуальным законодательством, и другие дела, отнесенные к её юрисдикции, как это определено законом и правилами. При Верховном суде Грузии создается Дисциплинарная палата, которая рассматривает жалобы на постановления, вынесенные Дисциплинарной коллегией судей общих судов Грузии.
Палата рассматривает дела коллективно, в составе трех судей. Постановления (постановления) Кассационной палаты окончательны и обжалованию не подлежат.
Большая палата состоит из председателя Верховного суда, председателей палат и не менее 12 судей, избираемых Пленумом сроком на 2 года. Большую палату возглавляет председатель Верховного суда или председатель одной из палат Верховного суда по его назначению.
Статья 16.3 Закона об общих судах Грузии гласит, что Палата, рассматривающая дело в кассационном порядке, может передать дело с мотивированным постановлением в Большую Палату. Большая Палата в составе 9 судей рассматривает самые сложные дела, если:
- дело представляет собой редкую юридическую проблему;
- Судебная палата не разделяет юридическую оценку, уже сделанную Кассационной палатой или Большой палатой.

## Обязанности Пленума
Статья 18 определяет структуру и функции Пленума. Согласно закону, Пленум состоит из председателя Верховного суда, первого заместителя председателя, заместителей председателя, судей Верховного суда и председателей апелляционных судов.
Работой Пленума руководит Председатель Верховного Суда Грузии. Пленум определяет количество судей Верховного суда и уполномочен решать организационные и правовые вопросы в пределах своей компетенции.

## Другая деятельность
Пленум Верховного суда утверждает Положение о Аппарате Верховного суда, предложенное Председателем Верховного суда.
Состав персонала и правила его деятельности определяются Положением. Задача сотрудников — обеспечить беспрепятственную деятельность суда. Аппарат суда возглавляет председатель Верховного суда. Руководитель аппарата, сотрудники и другие члены персонала назначаются и освобождаются от должности Председателем Верховного суда.
В состав штаба входят следующие структурные подразделения:
- Бюро председателя, в которое также входят СМИ и связи с общественностью
- Общий отдел, который состоит из палат и секретариата дисциплинарной коллегии, кадрового отдела и сектора по работе с гражданами
- Исследование и обобщение судебной практики, которое также включает периодические публикации, библиотечный сектор и Центр по правам человека
- Судебная статистика и обобщение
- Финансы;
- Служба судебной полиции (Мандатури)

От имени судебной власти Верховный суд поддерживает тесное и активное сотрудничество с различными международными организациями, которые вносят важный вклад в развитие и продвижение грузинского правосудия.
Сотрудничество осуществляется в области развития системы, наращивания потенциала и повышения осведомлённости общественности, что, со своей стороны, включает продвижение судебной власти и её определенных институтов.
Верховный суд активно сотрудничает с Немецким отделом технического сотрудничества; Программой развития ООН, Норвежской миссией советников по вопросам верховенства права в Грузии (NORLAG); Агентством США по международному развитию, Советом Европы, Министерством юстиции США и программой Европейской комиссии — EC/TAIEX.
Прозрачность и принцип гласности представляют собой важные условия успеха судебной реформы. Был сделан серьёзный шаг к установлению прозрачных отношений между судом и общественностью, и в Верховном суде, а также в системе общих судов был активирован институт спикеров-судей. Судьи-спикеры позволяют суду информировать общественность. На веб-сайте Верховного суда размещена исчерпывающая информация о судебной системе, стратегии реформ и основных правах и свободах граждан.
Верховный суд активно занимается со студентами. Представители судебных органов встречаются со студентами, чтобы обсудить судебную реформу и роль судебной системы. Верховный суд поддерживает различные виды общественных мероприятий, такие как олимпиады для студентов-юристов и учебный суд.
Подготовка журналистов, работающих в сфере правосудия, жизненно важна для правильного общения с общественностью. Верховный суд организует семинары для журналистов, посвящённые новому Уголовно-процессуальному кодексу Грузии, и готовит «Справочник суда» для информирования журналистов по процедурным вопросам.